# Ukerewe-eiland
Ukerewe-eiland is een eiland in het Tanzaniaanse deel van het Victoriameer. Het eiland staat op de zevende plaats in de ranglijst van grootste meereilanden ter wereld en is ruim 520 vierkante kilometer groot. Het eiland is 50 km lang en 25 tot 35 km breed.
Onder de eilandbevolking van circa 150.000 inwoners, is een opvallend groot aantal albino's. Het eiland is dan ook geruime tijd een verbanningsoord geweest waar albino's naartoe gebracht werden. De taal die er gesproken wordt is het Kikerewe.
Het eiland is met een veerverbinding bereikbaar vanuit de Tanzaniaanse havenstad Mwanza.